# Stazione di Arquata Scrivia
La stazione di Arquata Scrivia è una stazione ferroviaria posta all'incrocio delle ferrovie Torino–Genova e Succursale dei Giovi. Serve l'omonimo comune.

## Storia
La prima stazione di Arquata venne attivata nel 1851, all'attivazione della tratta proveniente da Novi della ferrovia Torino–Genova (completata nella sua interezza due anni dopo).
All'epoca, il tracciato ferroviario non era quello attuale, ma correva più ad ovest, sul tracciato di via Roma; il fabbricato viaggiatori della vecchia stazione è ancora esistente in largo Mazzini, 13, e ospita la filiale di Arquata Scrivia della Banca Carige.
La nuova stazione venne attivata il 1º ottobre 1916, contemporaneamente alla "direttissima" Tortona-Arquata. Nel 1922 venne attivato il nuovo tratto ferroviario verso Ronco Scrivia.

## Strutture e impianti
Per la gestione della circolazione la stazione è dotata di un banco ACEI.

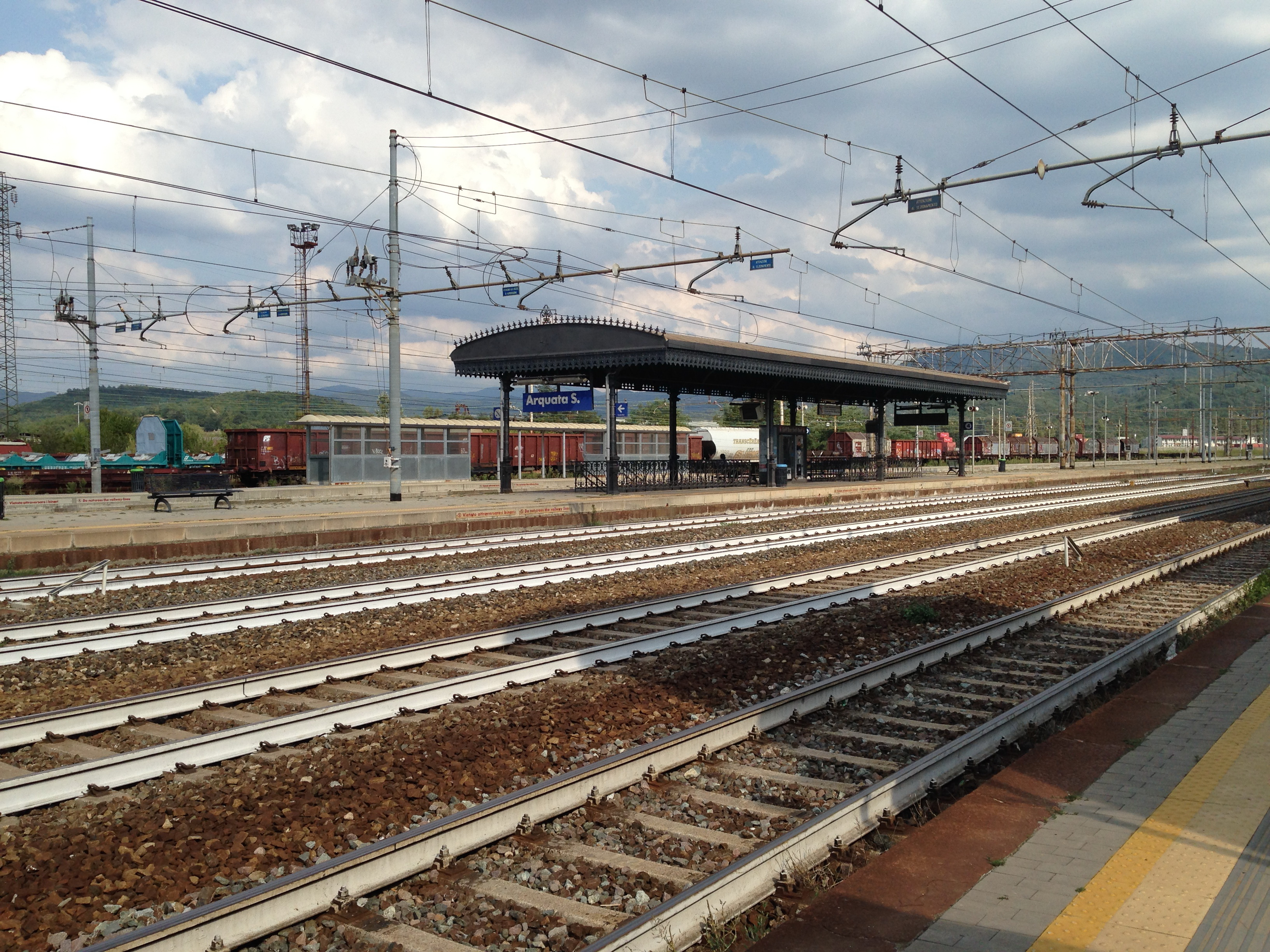
Piazzale binari della stazione

La stazione presenta 5 binari utilizzati per il servizio viaggiatori, oltre a due passanti; nel dettaglio:
- dal binario 1 partono treni a breve, media e lunga percorrenza per Alessandria, Torino e Milano;
- i binari 2 e 3 sono passanti sulla direttrice Torino-Genova e non sono serviti da marciapiede;
- dal binario 4 partono treni provenienti da Torino in direzione Genova;
- dal binario 5 partono alcuni treni a breve, media e lunga percorrenza in direzione Milano, Piacenza e Rimini;
- dal binario 6 partono treni provenienti da Milano in direzione Genova;
- il binario 7 è stato sostituito dal marciapiede tra il binario 6 e 8;
- il binario 8 è utilizzato come capolinea per i treni da e per Milano, Torino e Genova.

## Movimento
L'impianto è servito dai collegamenti regionali svolti da Trenitalia nell'ambito del contratto di servizio stipulato con la Regione Piemonte e da Trenord nella relazione Arquata Scrivia-Milano via Novi Ligure.
Vi effettuano fermata regionali e regionali veloci con destinazione Genova, Milano, Piacenza, Rimini, Torino e La Spezia. Alcuni treni fanno capolinea.

## Servizi
La stazione, che RFI classifica nella categoria silver, dispone dei seguenti servizi:
- Biglietteria a sportello
- Biglietteria automatica
- Sala d'attesa
- Bar
- Servizi igienici

## Interscambi
Presso la stazione sono attuati i seguenti interscambi:
- Stazione taxi
- Fermata autobus